# 24. podmorniška flotilja (Wehrmacht)
Za druge 24. flotilje glejte 24. flotilja.
24. podmorniška flotilja je bila šolska podmorniška flotilja v sestavi Kriegsmarine med drugo svetovno vojno.

## Baze
- november 1939 - junij 1940: Danzig
- junij 1940 - junij 1941: Memel
- junij - september 1941: Trondheim
- september 1941 - oktober 1944: Memel
- oktober 1944 - februar 1945: Gotenhafen
- februar - marec 1945: Eckernförde

## Podmornice
Razredi podmornic
- IIB, IIC, IID, VIIC, VIIC41, IX, XB, UA

Seznam podmornic
- U-8, U-9, U-14, U-18, U-19, U-28, U-29, U-30, U-34, U-38, U-46, U-52, U-56, U-71, U-72, U-80, U-96, U-101, U-103, U-121, U-142, U-143, U-148, U-151, U-152, U-236, U-251, U-287, U-351, U-393, U-554, U-555, U-560, U-579, U-612, U-704, U-747, U-748, U-749, U-750, U-763, U-821, U-982, U-999, U-1007, U-1008, U-1161, U-1162, U-1192, U-1193, U-1195, U-1207, UD-4

## Poveljstvo
Poveljnik
- Kapitan korvete Hannes Weingärtner (november 1939 - julij 1942)
- Kapitan Rudolf Peters (julij 1942 - januar 1943)
- Kapitan fregate Karl-Friedrich Merten (maerec 1943 - maj 1944)
- Kapitan korvete Karl Jasper (maj - julij 1944)
- Kapitan fregate Karl-Friedrich Merten (julij 1944 - marec 1945)